# Трагедија на сплаву
„Трагедија на сплаву” је југословенски ТВ филм из 1969. године. Режирао га је Здравко Шотра а сценарио је написао Љубивоје Ршумовић.

## Улоге
| Глумац                  | Улога |
| ----------------------- | ----- |
| Вера Чукић              |       |
| Душан Ђурић             |       |
| Ђорђе Јелисић           |       |
| Драган Николић          |       |
| Михајло Бата Паскаљевић |       |
| Бранка Петрић           |       |
| Божидар Стошић          |       |
| Драган Зарић            |       |